# Circuito de Brno
O Masaryk circuit (Tcheco: Masarykův okruh) mais conhecido como Circuito de Brno é um autódromo da República Checa, localizado em Brno.

## História

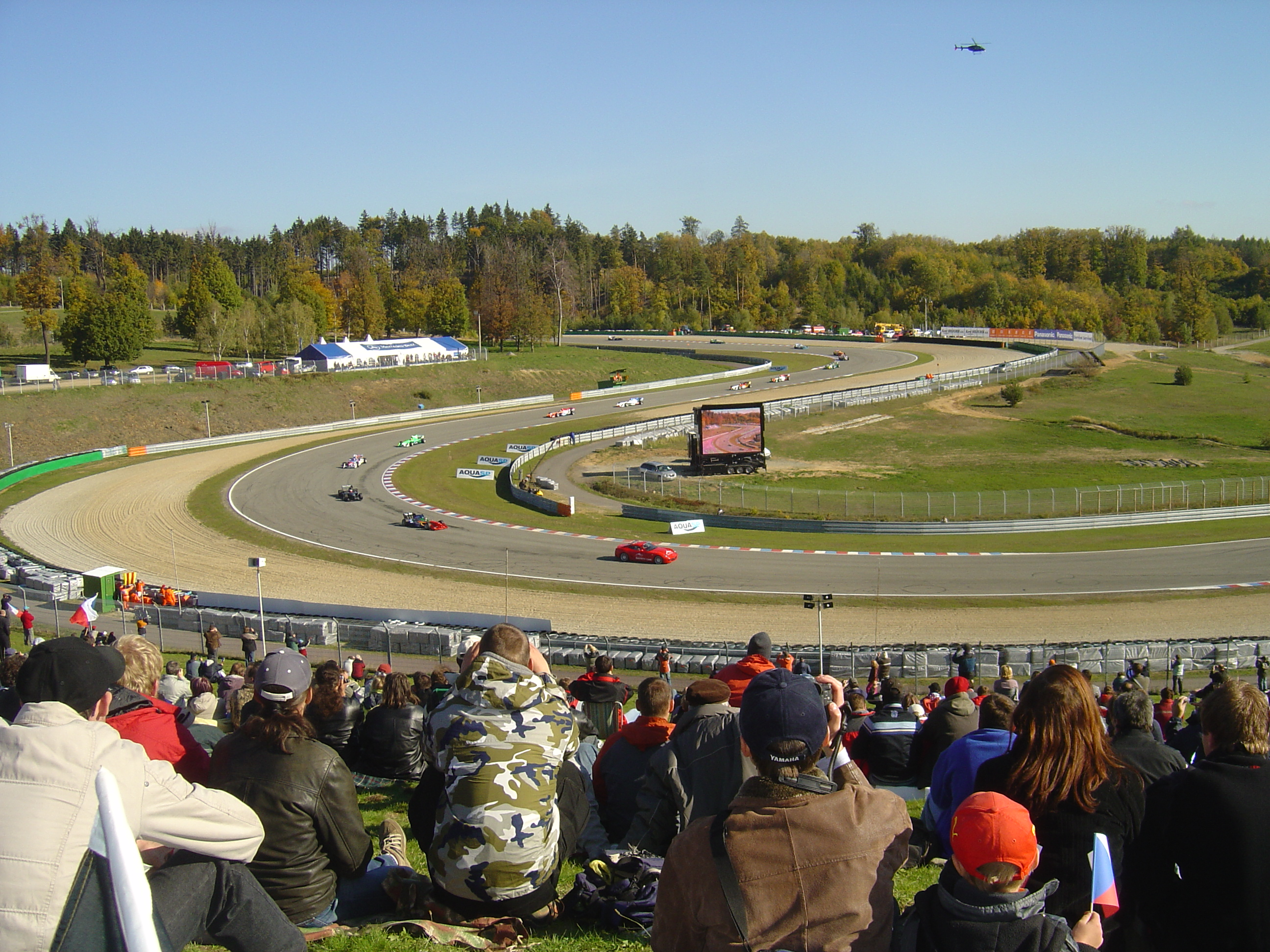
Curva Omega.

Existe desde 1930, seu traçado original tinha 29 km, em 1949 diminuiu seu traçado para 17,8 km, em 1964 houve uma redução para 13,94 km, e para 10,94 km em 1975, o traçado atual é de 1987. É essencialmente um circuito para motocicletas, abrigando a MotoGP desde 1965.